# 876 (numero)
Ottocentosettantasei (876) è il numero naturale dopo l'875 e prima dell'877.

## Proprietà matematiche
- È un numero pari.
- È un numero composto con 12 divisori: 1, 2, 3, 4, 6, 12, 73, 146, 219, 292, 438, 876. Poiché la somma dei suoi divisori (escluso il numero stesso) è 1196 > 876, è un numero abbondante.
- È un numero palindromo e un numero ondulante nel sistema posizionale a base 11 (727) a base 13 (525) a base 19 (282) e in quello a base 25 (1A1).
- È un numero malvagio.
- È un numero congruente.
- È un numero semiperfetto in quanto pari alla somma di alcuni (o tutti) i suoi divisori.
- È parte delle terne pitagoriche (365, 876, 949), (576, 660, 876), (657, 876, 1095), (876, 1168, 1460), (876, 2555, 2701), (876, 5293, 5365), (876, 10640, 10676), (876, 15975, 15999), (876, 21307, 21325), (876, 31968, 31980), (876, 47957, 47965), (876, 63945, 63951), (876, 95920, 95924), (876, 191843, 191845).

## Astronomia
- 876 Scott è un asteroide della fascia principale del sistema solare.
- NGC 876 è un galassia spirale della costellazione dell'Ariete.

## Astronautica
- Cosmos 876 è un satellite artificiale russo.